# Paid My Dues
Paid My Dues este o piesă pop a cântăreței americane Anastacia. Piesa face parte de pe al doilea album de studio al artstei, Freak of Nature. Piesa a fost scrisă de către Anastacia, Lamenga Kafi, Greg Lawson, Damon Sharpe și produsă de Ric Wake și Richie Jones. 

## Formate și Track listing-uri
- Australian single

1. "Paid My Dues" [Album Version] 3:22
2. "Paid My Dues" [The S-Man's Darkstar Radio Edit]
3. "Paid My Dues" [The S-Man's Darkstar Dub Mix] 5:23
4. "I Dreamed You" [Album Version] 5:04
5. "Funk Medley" ("Sexy Mother F**ker", "Play That Funky Music", "Underdog") [Live from Amsterdam] 7:30

- Brazilian promo single

1. "Paid My Dues" [Album Version] 3:22
2. "Paid My Dues" [The S-Man's Darkstar Radio Edit]
3. "Paid My Dues" [The S-Man's Darkstar Dub Mix] 5:23
4. "Paid My Dues" [The S-Man's Darkstar Mix] 5:25

- European promo single

1. "Paid My Dues" [Album Version] 3:22

- European single

1. "Paid My Dues" [Album Version] 3:22
2. "Paid My Dues" [The S-Man's Darkstar Mix] 5:25
3. "Paid My Dues" [The S-Man's Darkstar Dub Mix] 5:23
4. "Funk Medley" ("Sexy Mother F**ker", "Play That Funky Music", "Underdog") [Live from Amsterdam] 7:30

- German CD single

1. "Paid My Dues" [Album Version] 3:22
2. "Funk Medley" ("Sexy Mother F**ker", "Play That Funky Music", "Underdog") [Live from Amsterdam] 7:30

- UK single

1. "Paid My Dues" [Album Version] 3:22
2. "Paid My Dues" [The S-Man's Darkstar Radio Edit]
3. "I Dreamed You" [Album Version] 5:04

- UK 12" promo maxi single

1. "Paid My Dues" [The S-Man's Darkstar Mix] 5:25
2. "Paid My Dues" [Album Version] 3:22

- UK 12" promo single

A-side
1. "Paid My Dues" [Album Version] 3:22
2. "Paid My Dues" [The S-Man's Darkstar Mix] 5:25

B-side
1. "Paid My Dues" [The S-Man's Darkstar Dub Mix] 5:23
2. "Funk Medley" ("Sexy Mother F**ker", "Play That Funky Music", "Underdog") [Live from Amsterdam] 7:30

- UK 12" promo maxi single (Shelter Mixes)

1. "Paid My Dues" [Shelter Vocal Mix] 8:10
2. "Paid My Dues" [Shelter Dub Mix] 6:08

## Prezența în clasamente
Paid My Dues a devenit primul single Anastacia în mult timp care să fie un hit și să reziste în clasamente. După eșecul înregistrat de single-urile lansate după I'm Outta Love, Paid My Dues a fost un adevărat succes la nivel european, ajungând să ocupe prima poziție în 5 țări (Danemarca, Elveția, Italia, Norvegia și Portugalia). De asemenea a mai ocupat poziții de top 10 în majoritatea țărilor europene. În Regatul Unit nu a atins decât locul 14.

## Clasamente
| Chart (2001/ 2002)        | Poziția Maximă |
| ------------------------- | -------------- |
| Australian Singles Chart  | 39             |
| Austrian Singles Chart    | 3              |
| Belgian Singles Chart     | 6              |
| Denmark Singles Chart     | 1              |
| Dutch Singles Chart       | 4              |
| Finnish Singles Chart     | 18             |
| French Singles Chart      | 10             |
| German Singles Chart      | 3              |
| Greek Singles Chart       | 6              |
| Italian Singles Chart     | 1              |
| New Zealand Singles Chart | 24             |
| Norwegian Singles Chart   | 1              |
| Polish Singles Chart      | 11             |
| Portuguese Singles Chart  | 1              |
| Spanish Los 40 Chart      | 7              |
| Romanian Singles Chart    | 3              |
| Swedish Singles Chart     | 2              |
| Swiss Singles Top 100     | 1              |
| UK Singles Chart          | 14             |
| United World Chart        | 4              |